# Barbitistes ocskayi
Barbitistes ocskayi is een rechtvleugelig insect uit de familie sabelsprinkhanen (Tettigoniidae). De wetenschappelijke naam van deze soort is voor het eerst geldig gepubliceerd in 1850 door Charpentier.
1. ↑  (en) Barbitistes ocskayi op de IUCN Red List of Threatened Species.